# Eduard Wächter
Eduard Wächter (* 3. Juni 1865 in Leonberg; † 20. Januar 1947 in Frankfurt am Main) war Theologe des Bundes Freier evangelischer Gemeinden.

## Leben
Wächter entstammt einer alten württembergischen Pastorenfamilie. Von 1893 bis 1896 war er Pfarrer an der deutschen Kirche in Montreux am Genfersee, von 1896 bis 1901 Pfarrer an der Frankfurter Christuskirche. In diesen Jahren wurde ihm die Notwendigkeit eines „biblischen Bauplans“ für den Gemeindedienst deutlich. Im Frühjahr 1901 verließ er die Landeskirche und gründete in Frankfurt die „Christliche Gemeinde“, die sich später dem Bund Freier evangelischer Gemeinden anschloss. Der zeitlebens unverheiratete Wächter legte 1935 als Siebzigjähriger seinen Dienst in die Hände seines Nachfolgers Karl Glebe.

## Werke
- Landeskirche und Freikirche, in: Der Gärtner 6/1898, S. 228–229.
- Volkskirche oder Gemeinde? Kelle und Schwert, Heft 1, o. J. (um 1921).
- Die Gemeindezucht. Bundes-Verlag, 1927.